# Museo sardo di antropologia ed etnografia
Il Museo sardo di antropologia ed etnografia si trova a Monserrato (città metropolitana di Cagliari), all'interno della cittadella universitaria dell'Università di Cagliari. Aprì nel 1953 su iniziativa dell'antropologo Carlo Maxia.
La collezione del museo comprende:
- resti scheletrici umani preistorici e protostorici rinvenuti in varie località della Sardegna
- costumi tradizionali sardi e oggetti di uso quotidiano nelle antiche case contadine
- ex-voto provenienti dalle chiese di San Palmerio e di San Serafino a Ghilarza
- strumenti musicali sardi
- documenti e filmati inerenti alla protostoria sarda